# Rivière Anticagamac
Rivière Anticagamac är ett vattendrag i Kanada.   Det ligger i provinsen Québec, i den sydöstra delen av landet, 250 km nordost om huvudstaden Ottawa. Rivière Anticagamac ligger vid sjön Lac Anticagamac.
I omgivningarna runt Rivière Anticagamac växer i huvudsak blandskog. Trakten runt Rivière Anticagamac är nära nog obefolkad, med mindre än två invånare per kvadratkilometer.